# Ryan Reaves
Ryan Reaves (* 20. Januar 1987 in Winnipeg, Manitoba) ist ein kanadischer Eishockeyspieler, der seit Juli 2025 bei den San Jose Sharks aus der National Hockey League (NHL) unter Vertrag steht und dort auf der Position des rechten Flügelstürmers spielt. Zuvor war Reaves bereits für die St. Louis Blues, Pittsburgh Penguins, Vegas Golden Knights, New York Rangers, Minnesota Wild und Toronto Maple Leafs in der NHL aktiv.

## Karriere

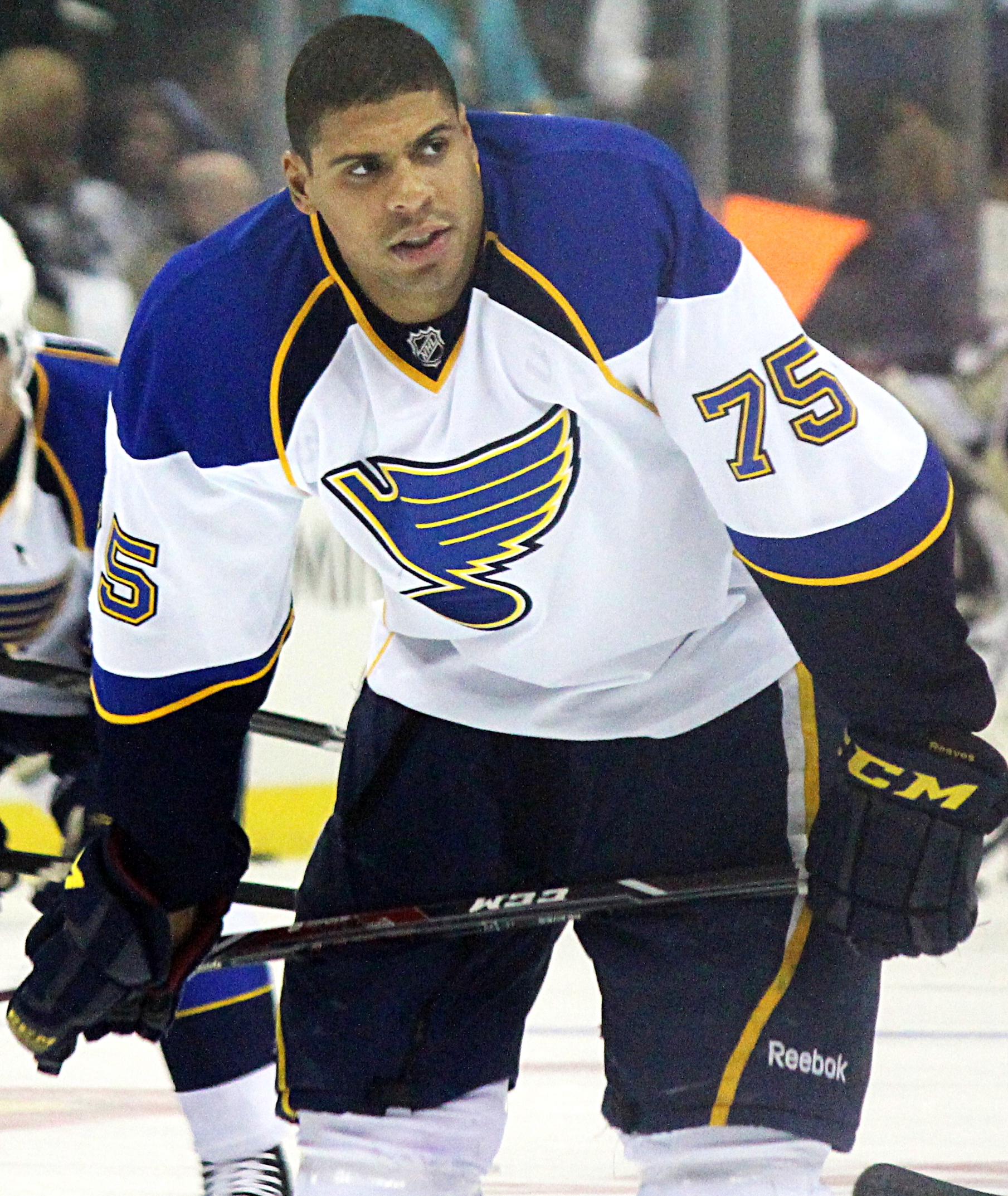
Reaves im Trikot der St. Louis Blues (2014)

Ryan Reaves begann seine Karriere als Eishockeyspieler bei den Brandon Wheat Kings, für die er von 2004 bis 2007 in der kanadischen Juniorenliga Western Hockey League aktiv war. In diesem Zeitraum wurde er im NHL Entry Draft 2005 in der fünften Runde als insgesamt 156. Spieler von den St. Louis Blues ausgewählt. Zunächst spielte der Flügelspieler von 2007 bis 2010 jedoch ausschließlich für St. Louis’ Farmteam Peoria Rivermen in der American Hockey League. Zur Saison 2010/11 gab er sein Debüt für die Blues in der National Hockey League, wobei er in 28 Spielen je zwei Tore und zwei Vorlagen erzielte. Parallel lief er jedoch weiterhin überwiegend für Peoria in der AHL auf. In der Saison 2011/12 konnte sich der Kanadier einen Stammplatz im NHL-Team der Blues erkämpfen und erzielte in seiner ersten kompletten NHL-Spielzeit in insgesamt 62 Spielen drei Tore und eine Vorlage. Seit 2011 bestritt er 460 NHL-Spiele (54 Punkte) für die Blues und war insbesondere in seiner Rolle als Enforcer sowie auf Grund seiner harten und schnellen Spielweise bei den Fans des Teams sehr beliebt.
Nach zehn Jahren in der Organisation der Blues wurde Reaves im Juni 2017 samt einem Zweitrunden-Wahlrecht im NHL Entry Draft 2017 an die Pittsburgh Penguins abgegeben. Im Gegenzug wechselten Oskar Sundqvist und ein Erstrunden-Wahlrecht für denselben Draft nach St. Louis. Reaves’ Zeit in Pittsburgh war jedoch nicht von langer Dauer. Bereits im Februar 2018 wurde er gemeinsam mit einem Viertrunden-Wahlrecht im NHL Entry Draft 2018 an die neu gegründeten Vegas Golden Knights abgegeben. Im Gegenzug wechselte Tobias Lindberg nach Pittsburgh. Darüber hinaus übernahm Vegas 40 Prozent des Gehalts von Derick Brassard, der ebenso wie Vincent Dunn und ein Drittrunden-Wahlrecht im NHL Entry Draft 2018 von den Ottawa Senators nach Pittsburgh wechselten. Die ebenfalls involvierten Senators erhielten von den Penguins Ian Cole, Filip Gustavsson sowie ein Erstrunden-Wahlrecht im NHL Entry Draft 2018 und ein Drittrunden-Wahlrecht im NHL Entry Draft 2019. Sein erstes Tor für die Golden Knights erzielte er im Western-Conference-Finale der Playoffs 2018 gegen das Team seiner Geburtsstadt Winnipeg, welches als spielentscheidender Treffer in der fünften Partie der Serie den Einzug ins Endspiel um den Stanley Cup in der Debütsaison der Mannschaft bedeutete. Dort unterlag Vegas in der Folge allerdings den Washington Capitals.
Im Anschluss daran verbrachte der Kanadier noch zwei weitere Spielzeiten in Las Vegas, ehe er im Juli 2021 im Tausch für ein Drittrunden-Wahlrecht im NHL Entry Draft 2022 zu den New York Rangers wechselte. Dort wart der Stürmer etwas mehr als eine Saison aktiv, ehe ihn ein abermaliger Transfer im November 2022 zu den Minnesota Wild brachte. Die Wild gaben dafür ein Fünftrunden-Wahlrecht im NHL Entry Draft 2025 ab. Im Juli 2023 wechselte er dann als Free Agent zu den Toronto Maple Leafs und spielte zwei Jahre für das kanadische Team. Vor der Spielzeit 2025/26 wurde Reaves im Tausch für Henry Thrun an die San Jose Sharks abgegeben.

## Karrierestatistik
Stand: Ende der Saison 2024/25
(Legende zur Spielerstatistik: Sp oder GP = absolvierte Spiele; T oder G = erzielte Tore; V oder A = erzielte Assists; Pkt oder Pts = erzielte Scorerpunkte; SM oder PIM = erhaltene Strafminuten; +/− = Plus/Minus-Bilanz; PP = erzielte Überzahltore; SH = erzielte Unterzahltore; GW = erzielte Siegtore; 1 Play-downs/Relegation; Kursiv: Statistik nicht vollständig)

## Familie
Sein Vater Willard Reaves (* 1959) spielte professionell American Football und lief unter anderem in der National Football League auf. Zudem ist Ryan Reaves der Ur-Ur-Urenkel von Bass Reeves.